# Ergómetro

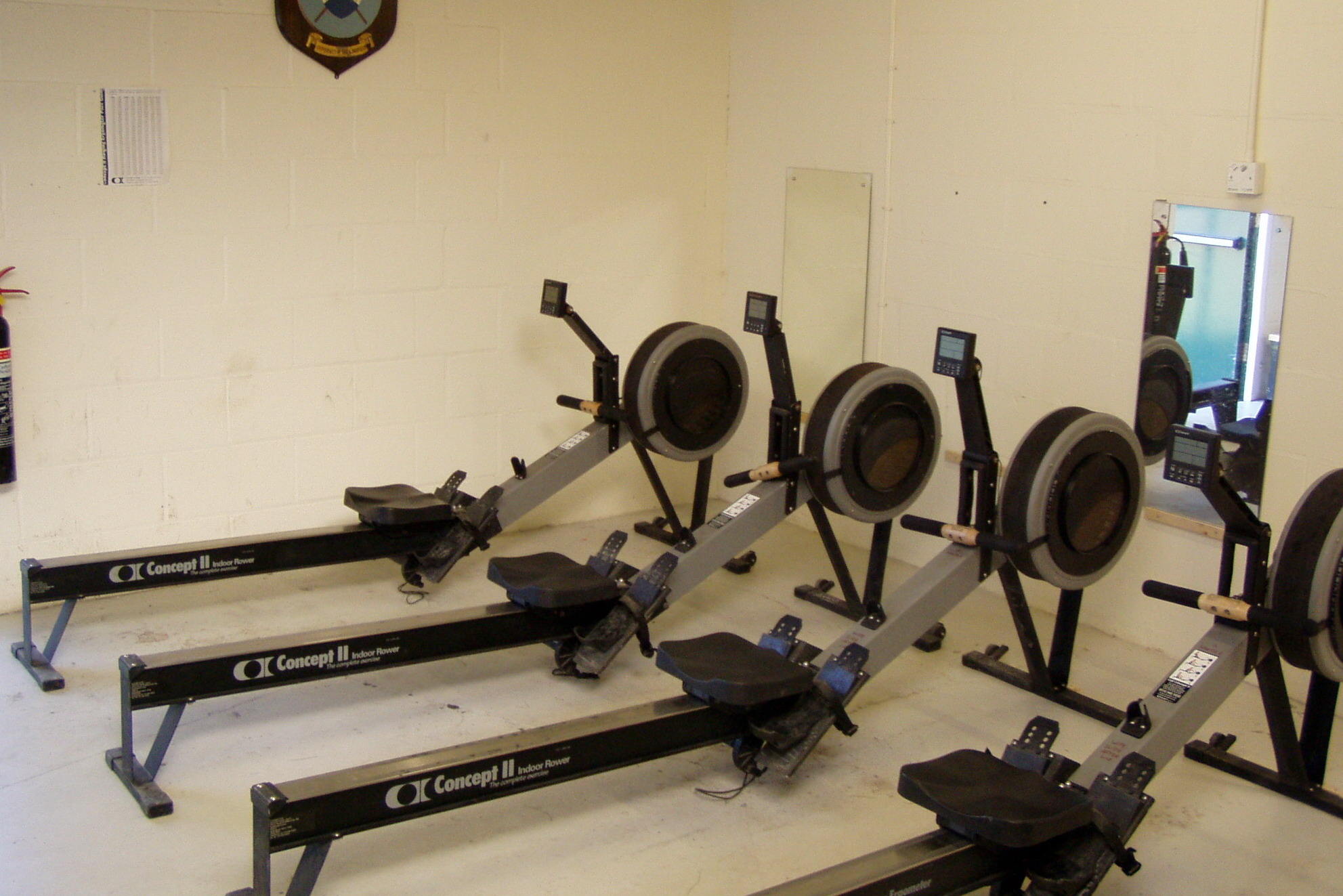
Ergómetros Concept 2 en un gimnasio.

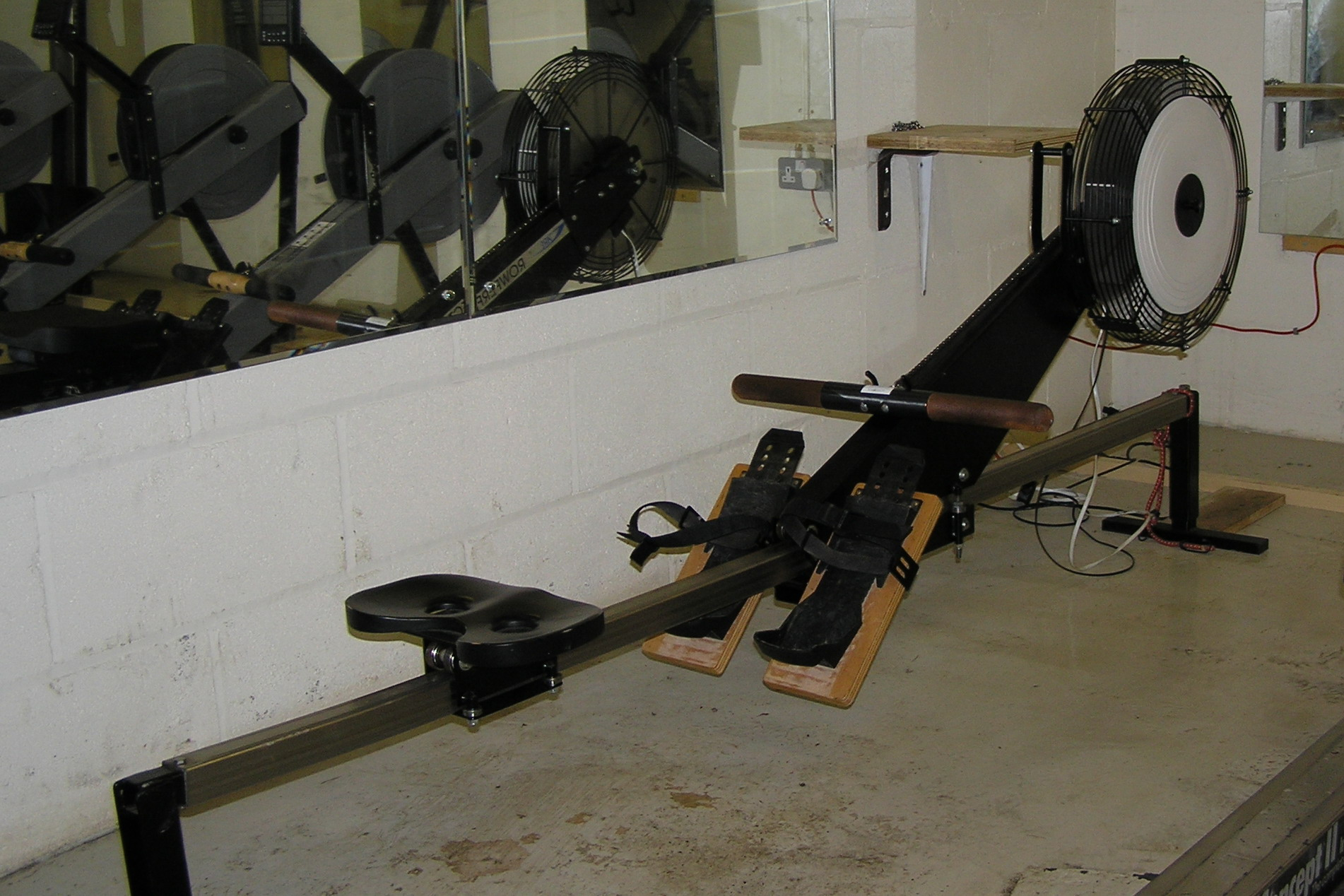
Modelo antiguo de ergómetro.

Un ergómetro o remoergómetro es una máquina para realizar una simulación de la acción de remar, con propósito de hacer ejercicio o entrenar para remo. El remo indoor ha llegado a establecerse como un deporte aparte, además de ser un ejercicio básico para el entrenamiento de los remeros.
Además del modelo ya mencionado existen multitud de ergómetros, empleando multitud de sistemas de resistencia, como por ejemplo la resistencia por aire, hidráulica y magnética. Aunque el modo de resistencia cambie mínimamente, todas persiguen el mismo objetivo, que el remero tenga la sensación más parecida a remar en el agua.

## Competiciones
Se celebran muchas competiciones de ergómetro a lo largo del mundo, incluyendo el Campeonato Mundial de Remo Indoor, organizado desde 2018 por la Federación Internacional de Sociedades de Remo (FISA). La Federación Internacional, tras ver éxito de la prueba de remoergómetro en los Juegos Mundiales de 2017, decidió crear el campeonato mundial, variando de ciudad anualmente. También es muy reconocido mundialmente el CRASH-B Sprints, que se disputa anualmente en febrero en Boston, Massachusetts, Estados Unidos. También es importante en noviembre el Campeonato Británico de Remoergómetro disputado en Birmingham, Inglaterra. 
La prueba más importante es la competición individual de 2.000 metros. Menos comunes son la milla, los 2.500 metros, o competiciones de sprint como los 100 o 500 metros. También son usuales las competiciones de relevos entre equipos o selecciones.

## Medidas
Los ergómetros disponen de una pantalla digital en la cual muestran diversas medidas como pueden ser: el tiempo (puede ser cuenta atrás o normal, en intervalos de tiempo...), la distancia (intervalos de tiempo, distancia decreciendo o aumentando...), una medición del tiempo o los metros que se realizarán si se continua como en ese momento, la cadencia de paladas por minuto, la potencia desarrollada en vatios, el trabajo realizado en calorías, el ritmo cardiaco, etc.